# Taishi Onodera

Taishi Onodera  (em japonês:  小野寺太志, Ōnodera Taishi, Natori, 27 de fevereiro de 1996) é um jogador de voleibol japonês que atua na posição de central.

## Carreira

### Clube
Onodera atuou pelo voleibol da Universidade de Tokai de 2014 a 2018. Já na temporada 2017–18 assinou seu primeiro contrato profissional com o JT Thunders, onde conquistou o título da Copa do Japão na temporada seguinte.
Para a temporada 2023–24, Onodera foi anunicado como o novo reforço do Suntory Sunbirds.

### Seleção
Estreou pela seleção adulta japonesa na Liga Mundial de 2016. Em 2021, representou seu país nos Jogos Olímpicos de Tóquio, onde terminou na sétima posição. Em setembro do mesmo ano, foi vice-campeão do Campeonato Asiático ao perder a final para a seleção iraniana por 3 sets a 0.

## Títulos
JT Thunders
- Copa do Imperador: 2018–19

## Clubes
| Anos      | Clube            |
| --------- | ---------------- |
| 2017–2023 | JT Thunders      |
| 2023–     | Suntory Sunbirds |

## Prêmios individuais
- 2023: Campeonato Asiático – Melhor central